# Wagner Károly (történész)
Wagner Károly  (Zboró, 1732. április 11. – Kisszeben, 1790. január 7.) jezsuita szerzetestanár, történész, műfordító, egyetemi tanár, a budai egyetemi könyvtár őre.

## Élete
A kisszebeni algimnázium végeztével 1747-ben Nagyszombatban belépett a jezsuita rendbe. 15 éve dacára a tanulásban felülmúlta társait; különösen kitűnt a görög nyelv tanulásában, úgy hogy Homérosz, Hérodotosz munkáit megtanulta és magyarázta. 1751-ben Eperjesen tűnt fel, innét Kassára ment a bölcselet tanulására, ahol magánszorgalomból megtanult franciául; Corneille színműveit latinra fordította és az akkori szokás szerint az iskolai év zártával azokat a tanuló ifjúság által eljátszatta. Hat év múlva Nagyszombatban teológiát tanult és abból doktorátust tett.
1762-ben Szepeshelyre küldték az ottani káptalani iskola grammatikai osztályainak vezetésére; itt a káptalan levéltárában és könyvtárában szorgalmasan búvárkodott és gyűjtötte az anyagot Szepes megye történetéhez. 1764-ben Bazinból Besztercebányára küldték a harmadik próbaévre és ezalatt mint hitszónok működött Radvánban, Mitsinben és a környéken. 1765-ben a nagyszombati egyetemen tartott előadásokat és augusztus 15-én letette a rendi hűségi esküt; ezután mint a szakolcai konviktus igazgatója és az eperjesi gimnázium igazgatója működött.
1773-tól az országos levéltár igazgatója volt Pozsonyban. 1777-től a budai Egyetemi Könyvtár őre, majd a pecsét- és címertan egyetemi tanára Budán 1784-ig, amikor 400 forint évi kegyelemdíjjal nyugdíjazták.
Baráti viszonyban volt Katona Istvánnal, Pray Györggyel és Cornides Dániellel. Munkatársa volt a pozsonyi Ungarisches Magazinnak, Corneille műveiből fordított. Jelentős forrásanyagot tett közzé a Szepességről és Sáros vármegyéről. Genealógiával is foglalkozott. Több kéziratát az OSZK őrzi.

## Művei
- Analecta Scepusii… (I – IV., Vienae, 1774, Posonii et Cassoviae, 1778)
- Petri de Warda epistolae (Posonii et Cassoviae, 1776)
- Collectanea genealogico-historica illustrium Hungariae familiarum… (Budae, 1778; Pozsony-Pest-Lipcse, 1802)
- Diplomatarium comitatus Sárosiensis… (Posonii et Cassoviae, 1780)
- Caroli Wagner adversaria genealogico historica. Autogr. (kézirat)
- Brevis deductio generis Aba, et aliquot familiarum ex eodem ortarum. Wagner Károly kézírása
- Caroli Wagner … Observationes in commentarium de gente Báthorea Lipsiae 1783. in quarto editum…
- "Quibus accedit eiusdem gentis genealogia ex monumentis fere synchronis concinnata." Nagyrészt autogr.
- Carmina sepulchralia super funus … Christophori Thurzo … anno … 1614. … demortui … Conscripta per Stephanum Xylandrum [Holtzmann] Leutschowiensem… Leutschoviae typis Jacobi Klõz expressum. Wagner Károly másolata
- Testamentum Alexii Thurzo judicis Curiae Regiae. Wagner Károly másolata
- Caroli Wagner e Soc. Jesu, Mssptorum Tomus LXX. Kézirat, eredetileg a Magyar Nemzeti Múzeumban, fol. lat. nro. 225. Wagner gyűjteménye 328 lapon, vannak benne Pray, Fejérváry és Rajcsányi által másolt lapok is. Nagy Iván is felhasználta
- Tabellae genealogicae Familiarum I. R. Hungariae, Transylvaniae, Dalmatiae, Croatiea, studio Caroli Wagner e S. J. elaboratae. Kézirat, eredetileg a Magyar Nemzeti Múzeumban, fol. lat. nro. 226. 61 táblán nagyrészt Wagner által írt gyűjtemény, az oklevelekkel és a forrásokkal összevetett és javított családfákat tartalmaz. Nagy Iván is felhasználta

Lásd még a Wagner Károly Wikiforrás oldalát.